# Consultazione della fattucchiera
Consultazione della fattucchiera è un mosaico realizzato da Dioscoride di Samo, rinvenuto nella villa di Cicerone nell'agro pompeiano e custodito all'interno del Museo archeologico nazionale di Napoli.

## Storia
Il mosaico venne realizzato tra il II e il I secolo a.C. da Dioscoride di Samo: era posto al centro della pavimentazione in mosaico bianco e contornata da meandri colorati in bianco, nero, giallo, rosso e azzurro dell'ambulacro della villa di Cicerone.
A seguito degli scavi archeologici che interessarono la villa, il mosaico fu ritrovato l'8 marzo 1864, un anno dopo la scoperta di un altro mosaico, con cui condivideva lo stesso ambiente, Musici ambulanti: si tratta delle due uniche opere dell'artista greco rinvenute in Campania; al momento dello scavo era presente Johann Joachim Winckelmann il quale scrisse:
(Johann Joachim Winckelmann, Nachrichten)
Venne quindi staccato dalla sua collocazione originale per realizzarne un quadretto: in un primo momento non riscosse la stessa fortuna delle pitture ritrovate nella villa, ma fu poi rivalutato nel corso del XIX secolo grazie al Positivismo.

## Descrizione
L'opera è un emblemata, ossia un mosaico in opus vermiculatum con tessere che talvolta hanno una dimensione anche inferiore a un millimetro, realizzato su un pannello in calcare e successivamente posto al centro del pavimento. Il tema è quello della consultazione di una fattucchiera per la creazione di filtri d'amore, scena simile che comprare anche in un altro mosaico risalente al III secolo a.C. ritrovato a Zeugma e un altro, coevo a quella della villa, a Mitilene: si rifà a una pittura greca del III secolo a.C., realizzata come ex voto, dopo la vittoria di Menandro in una gara teatrale; fa riferimento infatti alla Synaristósai del commediografo greco, ma anche un'opera con lo stesso titolo di Aristofane.
La scena sembra svolgersi su un palco di un teatro: alla base sono dei gradini decorati con fregi che conducono al podio dove sono le protagoniste e alle loro spalle dei pannelli colorati che potrebbero rappresentare le quinte. Intorno a un tavolino con piedi leonini sono sedute tre donne: quella a sinistra, seduta su un klìne di cui si intravede un cuscino colorato e un drappo decorato a scacchiera, e quella centrale sono in atteggiamento di attesa, mentre a destra è un'anziana fattucchiera, strabica, con in un mano una coppa d'argento all'interno della quale è una pozione magica, confermato anche da alcuni oggetti rituali posti sul tavolino come un ramoscello per aspersioni e due vasetti d'argento; tutte le donne sono vestite con chitone e mantello e indossano sul volto maschere teatrali. Conclude la scena, sull'estrema destra, un giovane servo, posto di profilo, vestito con un mantello. In alto a centro è posta, in greco, la firma dell'autore Διοσκουρίδης Σάμιος ἐποίησε.